# KDE Partition Manager
KDE Partition Manager是一個自由軟體的硬碟分割程式。
它可用於創建、刪除、調整大小、移動、檢查和複製分區。這在創造新作業系統的空間、重組磁盤使用空間、複製硬盤的數據和鏡像一個分區與另一（磁盤映像）是有用的 。此外，KDE Partition Manager可以備份文件系統為文件和恢復備份等。
KDE Partition Manager是一個KPart能整合在作業系統安裝程式以及用於系統設定應用程式的KControl模塊。

## 外部連結
- KDE Partition Manager website
- The KDE Partition Manager Handbook （页面存档备份，存于）
- KDE Partition Manager on kde-apps.org （页面存档备份，存于）